# Brittany Snow
Brittany Anne Snow (sinh ngày 9 tháng 3 năm 1986), thường được biết đến với nghệ danh Brittany Snow, là một nữ diễn viên, nhà sản xuất, đạo diễn và ca sĩ người Mỹ.
Snow bắt đầu sự nghiệp với vai diễn Susan "Daisy" Lemay trong series Guilding Light (1998–2002) của đài CBS, nhờ vai diễn này mà cô đã có 3 đề cử trong giải Young Artist Award và chiến thắng với hạng mục Diễn viên nữ trẻ Xuất sắc nhất, cô cũng được đề cử cho giải Soap Opera Digest Award. Cô sau đó thủ vai nữ chính Meg Pryor trong phim truyền hình của đài NBC, American Dreams (2002–2005), trong đó cô đã nhận được một đề cử cho giải Young Artist Award và ba đề cử cho giải Teen Choice Awards.
Các vai truyền hình của nữ diễn viên sau này có thể kể đến Ariel Alderman trong phim Nip/Tuck (2005) và Jenna Backstrom trong Harry's Law (2011). Cô cũng tham gia các dự án phim điện ảnh, bao gồm vai Kate Spencer trong John Tucker Must Die (2006), Amber Von Tussle trong Hairspray (2007), Donna Keppel trong phim Prom Night (2008), Emma Gainsborough trong phim The Vicious Kind (2009) và vai diễn Chloe Beale khá nổi bật trong loạt phim hài ca nhạc Pitch Perfect (2012), Pitch Perfect 2 (2015) và Pitch Perfect 3 (2017).
Snow cũng là nhà đồng sáng lập của dự án Love is Louder, một dự án hướng đến việc ngăn chặn tình trạng bạo lực trong trường học.

## Thời niên thiếu
Snow sinh ra và lớn lên tại Tampa, Florida, cô là con gái của Cinda và John Snow. Cô có một người em trai, John, Jr. và em gái, Holly. Cô học trường trung học Gaither ở Tampa. Cô luôn luôn là một học sinh xuất sắc tại trường. Cô thích nhảy múa và là thành viên của các tổ chức như Broadway Dance, LA Dance Force, Underground & The Pizazz Competitive Dance Group.

## Sự nghiệp
Snow bắt đầu sự nghiệp với vai trò là người mẫu khi chỉ mới 3 tuổi trong một quảng cáo cho Burdines. cô cũng tham gia phim Guiding Light của đài NBC trong 3 năm, vào vai Susan "Daisy" Lemay. Cô cũng thủ vai Meg Pryor trong phim truyền hình American Dreams và Ariel Alderman trong mùa 3 của phim truyền hình Nip/Tuck. Năm 2005, Cô xuất hiện trong bộ phim The Pacifier cùng với ngôi sao phim hành động Vin Diesel.
Năm 2006, cô góp mặt trong phim John Tucker Must Die và tham gia lồng tiếng cho nhân vật Naminé trong trò chơi Kingdom Hearts II (nhưng sau đó được thay thế bởi Meaghan Martin trong toàn bộ những lần xuất hiện tiếp theo) và Shizuku Tsukishima bộ phim hoạt hình của Studio Ghibli, Whisper of the Heart. Cô tiếp tục vào vai một người phụ nữ trẻ đang đối mặt với vấn đề rối loạn lưỡng cực trong tập của của mùa 7 bộ phim Law & Order: Special Victims Unit. Snow cũng xuất hiện trong ca khúc "The Phrase That Pays" của The Academy Is..., được ra mắt vào tháng 7 năm 2006.
Năm 2007, cô tham gia bộ phim Hairspray, một phim dựa theo một vở nhạc kịch Broadway, cô vào vai Amber Von Tussle, con gái của nhân vật Michelle Pfeiffer.  Với vai diễn trong bộ phim Hairspray, sự nghiệp ca nhạc của cô cũng đã có bước tiến triển với ca khúc solo "The New Girl In Town", một bài hát từng xuất hiện trong phiên bản nhạc kịch Broadway của bộ phim. Cô đóng vai chính trong phim kinh dị Prom Night, được phát hành vào tháng 4 năm 2008.
Vào ngày 18 tháng 1 năm 2011, Snow bắt đầu vai diễn Jenna trong mùa đầu tiên của loạt phim truyền hình Harry's Law as Jenna, sau đó cô quay trở lại vào mùa hai và trở thành nhân vật góp mặt thường xuyên. Cũng trong năm 2011, cô cùng Evan Ross tham gia vào bộ phim 96 Minutes.
Vào ngày 9 tháng 11 năm 2012, Snow được chọn tham gia vào bộ phim sitcom Ben and Kate với vai Lila, một người thích Tommy. Năm 2012, Snow góp mặt trong phim hài ca nhạc Pitch Perfect, với vai diễn một ca sĩ hát a cappella có tên Chloe, cùng với các nữ diễn viên Anna Kendrick, Anna Camp, Rebel Wilson, Alexis Knapp và Skylar Astin. Cô tiếp tục có mặt trong các bộ phim tiếp theo của loạt phim là Pitch Perfect 2 (2015) và Pitch Perfect 3 (2017).

## Đời sống cá nhân
Snow sống ở Los Angeles, California, cô sống chung nhà với diễn viên Kelley Jakle, một người cũng góp mặt trong loạt phim Pitch Perfect.
Snow cũng đã thừa nhận với truyền thông một cách thẳng thắn rằng cô đã phải chiến đấu với hội chứng rối loạn ăn uống, cô tham gia vào dự án Love is Louder cùng với quỹ The Jed Foundation để giúp đỡ những người bị đối xử bất công, mất hy vọng và cô đơn. Hàng nghìn các cá nhân, trường học và công động đã cùng tham gia vào các chương trình, sự kiện và câu lạc bộ của Love is Louder để cùng chung tay xóa bỏ các vấn đề như bắt nạt học đường, phân biệt đối xử cũng như sự cô đơn của người trưởng thành. Snow cũng được ghi nhận các đóng góp của mình bởi Ủy ban Dịch vụ về Bạo hành và Sức khỏe tinh thần vào năm 2015 với một giải thưởng về Tiếng nói Đóng góp đặc biệt cho những gì mà cô đã làm về vấn đề sức khỏe tinh thần.

## Phim đã tham gia

### Phim điện ảnh
| Năm  | Tên phim                 | Vai diễn             | Ghi chú                      |
| ---- | ------------------------ | -------------------- | ---------------------------- |
| 1995 | Whisper of the Heart     | Shizuku Tsukishima   | Lồng tiếng 2006 Disney dub   |
| 2001 | Murphy's Dozen           | Phim truyền hình     |                              |
| 2004 | The Manchurian Candidate | Marcia Prentiss Shaw |                              |
| 2005 | The Pacifier             | Zoe Plummer          |                              |
| 2006 | John Tucker Must Die     | Kate Spencer         |                              |
| 2007 | Hairspray                | Amber Von Tussle     |                              |
| 2007 | On the Doll              | Balery               |                              |
| 2008 | Finding Amanda           | Amanda Tangerman     |                              |
| 2008 | Prom Night               | Donna Keppel         |                              |
| 2008 | Streak                   | Baylin               | Phim ngắn                    |
| 2009 | The Vicious Kind         | Emma Gainsborough    |                              |
| 2009 | Black Water Transit      | Sardoonah            |                              |
| 2010 | Janie Jones              | Iris                 |                              |
| 2011 | 96 Minutes               | Carley               |                              |
| 2012 | Petunia                  | Robin McDougal       |                              |
| 2012 | Pitch Perfect            | Chloe Beale          |                              |
| 2012 | Would You Rather         | Iris                 | Nhà sản xuất                 |
| 2013 | Syrup                    | Three                |                              |
| 2013 | To My Future Assistant   | Jen                  | Tập đầu của phim truyền hình |
| 2014 | There's Always Woodstock | Jody                 |                              |
| 2015 | Dial a Prayer            | Cora                 |                              |
| 2015 | Pitch Perfect 2          | Chloe Beale          |                              |
| 2016 | The Late Bloomer         | Michelle             |                              |
| 2017 | Bushwick                 | Lucy                 |                              |
| 2017 | Hangman                  | Christi Davies       |                              |
| 2017 | Pitch Perfect 3          | Chloe Beale          |                              |
| 2018 | Milkshake                | Biên kịch/đạo diễn   | Phim ngắn                    |
| 2019 | Someone Great            | Hậu kỳ               |                              |

### Phim truyền hình
| Năm       | Tên phim                          | Vai diễn             | Ghi chú                              |
| --------- | --------------------------------- | -------------------- | ------------------------------------ |
| 1998–2002 | Guiding Light                     | Susan "Daisy" Lemay  |                                      |
| 1999      | Safe Harbor                       | Sara                 | Tập: "Dog Day Afternoons and Nights" |
| 2002–2005 | American Dreams                   | Margaret "Meg" Pryor | 61 tập phim                          |
| 2005      | Nip/Tuck                          | Ariel Alderman       | 5 tập phim                           |
| 2006      | Law & Order: Special Victims Unit | Jamie Hoskins        | Tập: "Influence"                     |
| 2009      | Family Guy                        | Candy                | Lồng tiếng Tập: "Quagmire's Baby"    |
| 2009      | Gossip Girl                       | Young Lily Rhodes    | Tập: "Valley Girls"                  |
| 2011      | Harry's Law                       | Jenna Backstrom      | 12 tập phim                          |
| 2011      | Mad Love                          | Julia Swanson        | Tập: "Little Sister, Big City"       |
| 2012–2013 | Ben and Kate                      | Lila                 | 4 tập phim                           |
| 2013      | Call Me Crazy: A Five Film        | Lucy                 |                                      |
| 2014      | An American Education             | Sarah Miller         | Tập: "Pilot"                         |
| 2015      | Full Circle                       | Katie Parerra        | 5 tập phim                           |
| 2015      | 2015 CMT Awards                   | Chính mình           | Dẫn chương trình                     |
| 2015      | TripTank                          | Stacy                | Lồng tiếng Tập: "Steve's Family"     |
| 2016      | Workaholics                       | Erin Mantini         | Tập: "Gone Catfishing"               |
| 2016–2017 | Crazy Ex-Girlfriend               | Anna Hicks           | 3 tập phim                           |

### Trò chơi điện tử
| Năm  | Tên                         | Vai    | Ghi chú |
| ---- | --------------------------- | ------ | ------- |
| 2006 | Kingdom Hearts II           | Naminé |         |
| 2007 | Kingdom Hearts II Final Mix | Naminé |         |
| 2014 | Kingdom Hearts HD 2.5 Remix | Naminé |         |
| 2015 | Skylanders: SuperChargers   | Splat  |         |

### Video ca nhạc
| Năm  | Tên                     | Ca sĩ             | Ghi chú |
| ---- | ----------------------- | ----------------- | ------- |
| 2006 | "The Phrase That Pays"  | The Academy Is... | Y tá    |
| 2008 | "Ride"                  | Cary Brothers     |         |
| 2008 | "Just Impolite"         | Plushgun          |         |
| 2009 | "It's Alright, It's OK" | Ashley Tisdale    |         |
| 2011 | "Fire Escape"           | Matthew Mayfield  |         |
| 2012 | "Into the Wild"         | LP                |         |
| 2015 | "Crazy Youngsters"      | Ester Dean        |         |
| 2016 | "Indian Summer"         | Gemio Band        |         |

## Các bản thu âm
- 2007: Hairspray
- 2012: Pitch Perfect
- 2015: Pitch Perfect 2
- 2017: Pitch Perfect 3

## Giải thưởng và đề cử
| Năm  | Giải thưởng                              | Hạng mục                                                                 | Phim/Dự án                 | Kết quả   |
| ---- | ---------------------------------------- | ------------------------------------------------------------------------ | -------------------------- | --------- |
| 2000 | Young Artist Awards                      | Best Performance in a Daytime TV Series – Young Actress                  | Guiding Light              | Đoạt giải |
| 2001 | Young Artist Awards                      | Best Performance in a TV Drama Series – Leading Young Actress            | Guiding Light              | Đề cử     |
| 2002 | Young Artist Awards                      | Best Performance in a Soap Opera – Young Actress                         | Guiding Light              | Đề cử     |
| 2002 | Young Artist Awards                      | Ensemble in a TV Series (Comedy or Drama)                                | American Dreams            | Đề cử     |
| 2003 | Teen Choice Awards                       | Choice TV Actress Drama                                                  | American Dreams            | Đề cử     |
| 2003 | Teen Choice Awards                       | TV Actress – Drama/Action Adventure                                      | American Dreams            | Đề cử     |
| 2004 | Teen Choice Awards                       | TV Breakout Star – Female                                                | American Dreams            | Đề cử     |
| 2007 | Hollywood Film Festival                  | Award for Ensemble of the Year                                           | Hairspray                  | Đoạt giải |
| 2007 | Palm Springs International Film Festival | Ensemble Cast Award (cùng dàn diễn viên)                                 | Hairspray                  | Đoạt giải |
| 2008 | Teen Choice Awards                       | Choice Movie Actress: Horror/Thriller                                    | Prom Night                 | Đề cử     |
| 2011 | Boston Film Festival                     | Prize for Best Actress                                                   | 96 Minutes                 | Đoạt giải |
| 2013 | Teen Choice Awards                       | Choice Movie: Hissy Fit (cùng với Anna Camp, Hana Mae Lee, Rebel Wilson) | Pitch Perfect              | Đề cử     |
| 2013 | MTV Movie Awards                         | Best Musical Moment (cùng dàn diễn viên)                                 | Pitch Perfect              | Đoạt giải |
| 2015 | Human Rights Campaign                    | Ally Award                                                               | Chính mình/ Love Is Louder | Đoạt giải |
| 2015 | Teen Choice Awards                       | Choice Movie: Chemistry (cùng với Anna Kendrick)                         | Pitch Perfect 2            | Đoạt giải |